# Спінове ехо

На анімації спінового відлуння показано, як магнітні моменти (червоні стрілочки) поводяться на сфері Блоха (синя кулька), тут зеленим показана імпульсна послідовність.

Спінове ехо, спінове відлуння (англ. spin echo) — додатковий сигнал, що спостерігається в методах імпульсного магнітного резонансу після відключення електромагнітного поля високої частоти.

## Застосування
Явище спінового відлуння використовується для вимірювання часу релаксації, дослідження внутрішньомолекулярних магнітних полів, структури кристалів, інших властивостей речовини. Воно може бути використано для виготовлення ліній затримки і пристроїв пам'яті.